# Daria Antończyk
Daria Antończyk (Jastrzębie Zdrój, 7 december 1983) is een Pools voetbalster die in het seizoen 2013/14 speelde voor Ajax in de Women's BeNe League.

## Clubcarrière
Antończyk speelde een proefwedstrijd als aanvaller bij de lokale club RTP Unia Racibórz. Bij Unia Racibórz stapte Antończyk al snel over naar de positie van doelverdediger. Antończyk behaalde vijf landskampioenschappen en drie bekers met deze club. Ze tekende een eenjarig contract bij de Nederlandse BeNe League club Ajax Amsterdam in september 2013. Ze kwam tot vier wedstrijden voor Ajax. In het seizoen 2013/14 won ze met Ajax de KNVB beker. Na een jaar ging ze terug naar Polen om te spelen voor AZS PWSZ Wałbrzych.

## Interlandcarrière
Antończyk maakte haar debuut voor het Pools vrouwenvoetbalelftal in de kwalificatiewedstrijd voor het Wereldkampioenschap voetbal vrouwen 2011 tegen het Roemeens vrouwenvoetbalelftal in het Stadion Dyskobolii in oktober 2009. Ze wonnen met 2-0.